# T-スプライン
T-スプライン（T-spline）とは、コンピュータグラフィックスの自由曲面生成で利用される数学的モデル。Autodesk社が開発及び特許を持っており、Fusion 360などのAutodesk製品で利用されている。

## 概要
制御点網の全ての列が曲面全体を横断することになる（つまり四角形のトポロジーしか持てない）NURBS曲面に対して、T-スプライン曲面の制御点網は網の列を途中で終了することができる、つまりT字型の制御点（Tポイント）を持てるという点がT-スプラインの大きな特徴である。そのためT-スプラインによる曲面生成は、NURBS曲面よりも制御点の数を減らすことができ、ピースのマージもしやすくなるが、一方で頂点の接続が不規則になるため、これを追跡するブックキーピング処理の負荷は増加する。
T-スプライン曲面はノットの挿入をすればNURBS曲面に変換でき、またNURBS曲面はノットの削除をすればTポイントのないT-スプライン曲面に変換できる。したがって、NURBSで可能なことは全て、理論的にはT-スプラインでも可能であると言える。ただし、現在のNURBSの機能を実現するために過去に膨大な量のプログラミングが必要とされたことを考えると、NURBSと同等の機能をT-スプラインにおいて実現するには、やはり膨大な企業努力が必要となると考えられる。３つ以上の曲面が滑らかに結合するために、T-スプラインは３×３次（双３次）の幾何的連続性を確保している。近年では、４×４次（双４次）も可能となった。
T-スプライン、サブディビジョンサーフェス、NURBS、そしてポリゴンメッシュは互いに補完的な技術である。サブディビジョンサーフェスは、幾何学的な連続性が維持されたT-スプライン曲面やNURBS曲面と同じく、サーフェス同士がどのような接続状態あるいはトポロジーであっても（例えば穴、分岐、取っ手など）、全ての箇所において滑らかな曲面を表現できる。しかし、T-スプライン、サブディビジョンサーフェス、NURBSのいずれであっても、２つの曲面の交差線を代数学的な意味で正確に表現することはできない。ポリゴンメッシュは正確な交差線を表現できるが、工業設計で要求されるような高品質の曲面を得ることはできない。サブディビジョンサーフェスはアニメ業界では広く採用されている。とりわけピクサーが開発したサブディビジョンサーフェスのバリアントは、エッジウェイト（辺の重み）を利用することができるという利点がある。T-スプラインはエッジウェイトにはまだ対応していない。
T-スプラインの技術は2003年に初めて公表された。
米国特許庁は2007年に特許番号7,274,364でT-スプラインに関連する技術を認可した。この技術を商業化するため、2004年にはT-Splines社が設立されたが、2011年にAutodesk社に買収された。